# Apple Pies
Apple Pies è un cortometraggio muto del 1912. Non si conosce il nome del regista del film, una commedia prodotta dalla Edison,

## Produzione
Il film fu prodotto dalla Edison Company.

## Distribuzione
Distribuito dalla General Film Company, il film - un cortometraggio di 100 metri - uscì nelle sale cinematografiche degli Stati Uniti il 19 giugno 1912. Nelle proiezioni, veniva programmato con il sistema dello split reel, accorpato in un'unica bobina con un altro cortometraggio prodotto dalla Edison, il documentario Target Practice of Atlantic Fleet, U.S. Navy.